# Primula frenchii
Primula frenchii là một loài thực vật có hoa trong họ Anh thảo. Loài này được (Vasey) Mast & Reveal mô tả khoa học đầu tiên năm 2007.